# 大麦
大麦是一种禾本科植物，主要的粮食和饲料作物，也可以作为啤酒或某些蒸馏酒的发酵原料。漢語俗稱三月黃。大麦是世界上第四大耕作谷物，仅次于玉米、稻和小麦，2014年，大麦收获面积达49万平方公里，年产量约1.44亿吨；到2016年，大麦世界年产量约1.47亿吨。

## 形态
大麦是一、二年生草本植物。植株似小麦；秆中空较软，高约100厘米，每株分櫱3-6或更多；叶片互生略厚而短，颜色淡，叶舌、叶耳较大，无毛；穗状花序，自花授粉为主，穗轴各节着生三个小穗，每小穗小花一朵；小穗有护颖一对，小花又有内外颖各一，狭窄细长，外颖较大顶端有芒或无芒；內、外稃通常緊包住籽粒，外稃寬扁，頂端具長芒。颖果有多种复杂颜色。

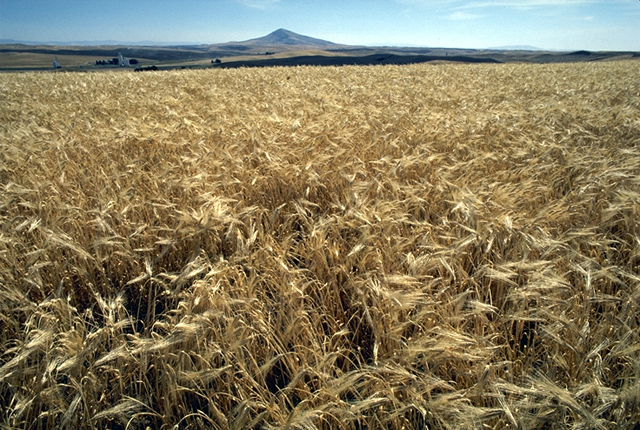
大麥田
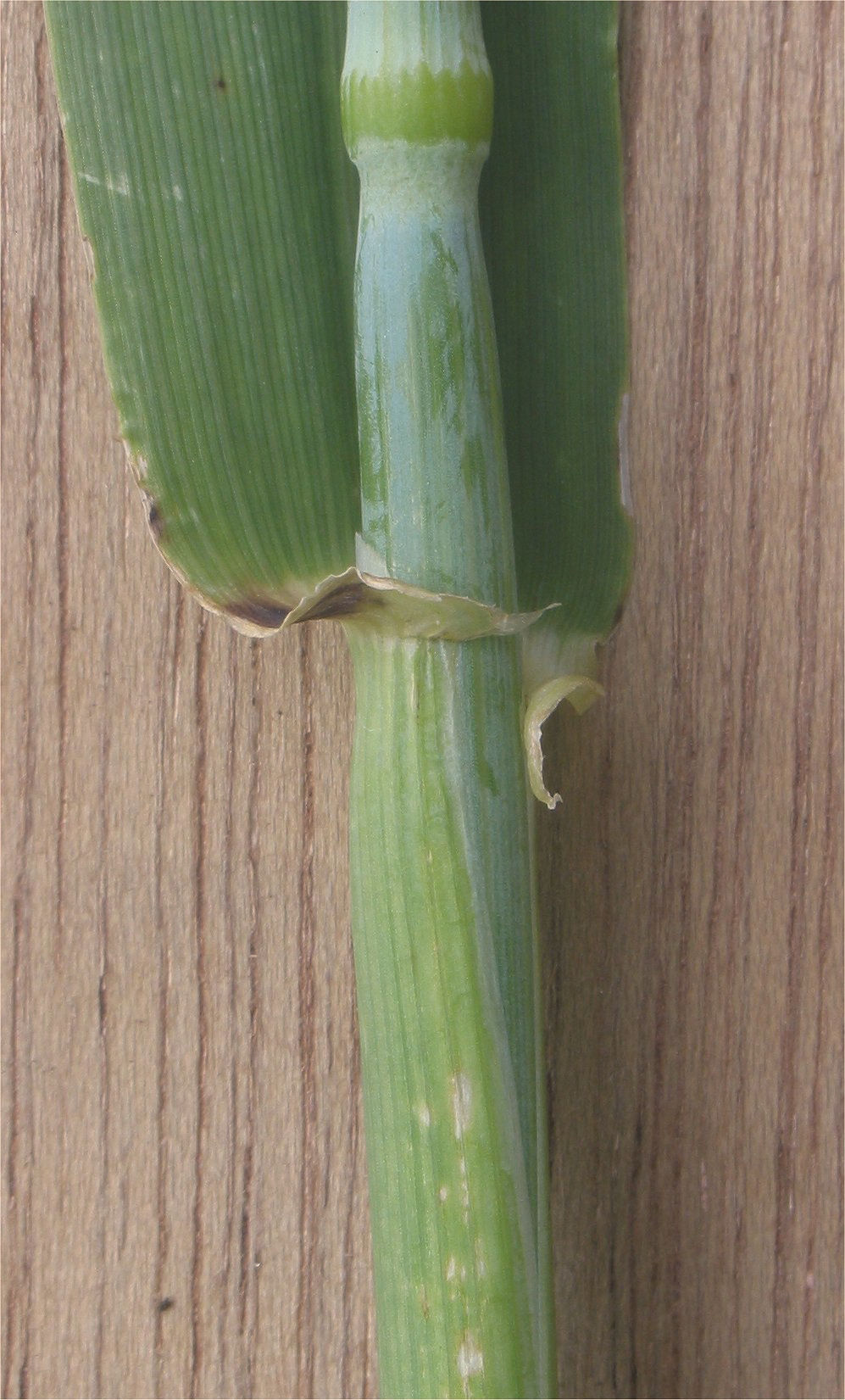
葉耳
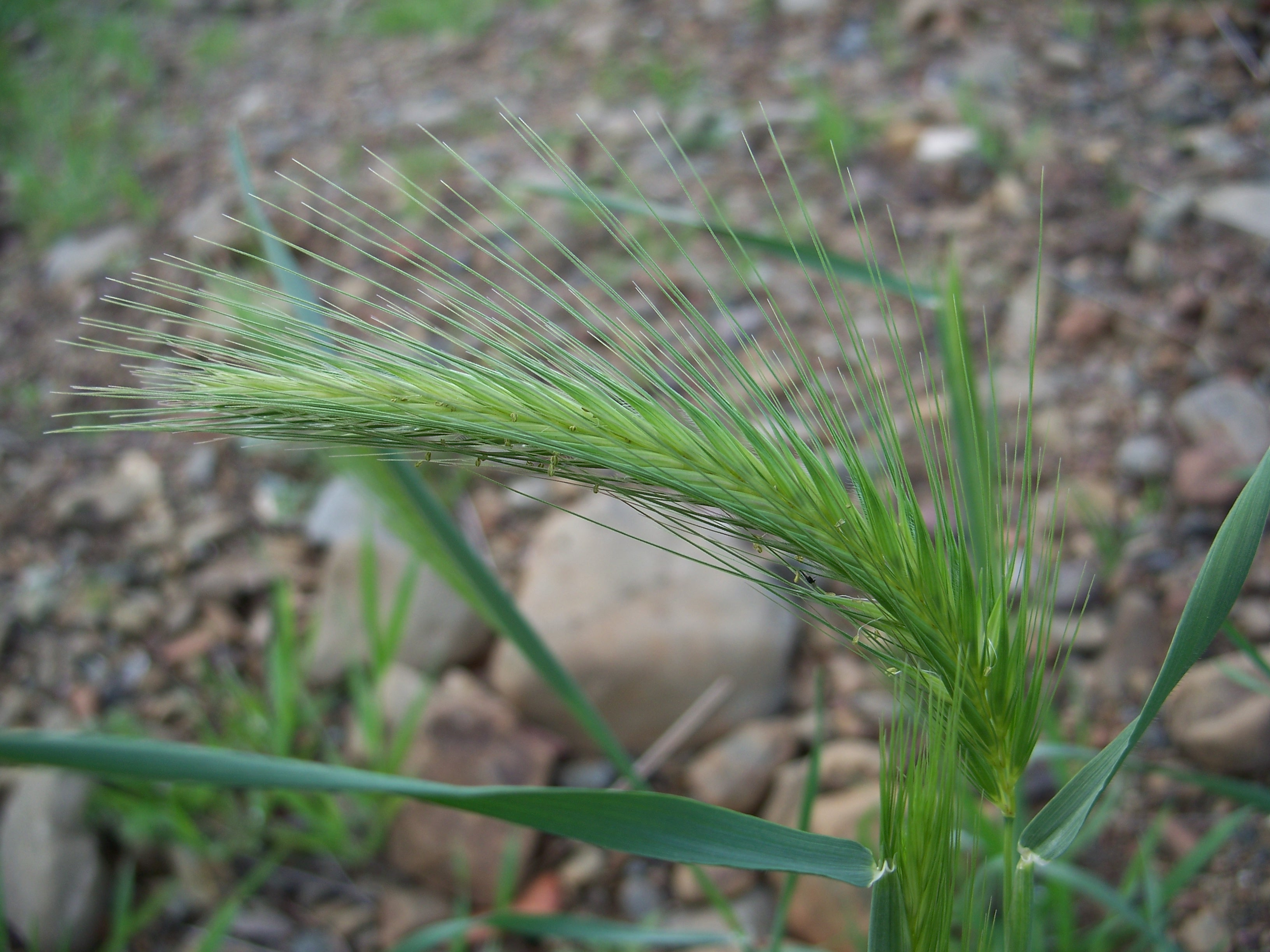
花穗
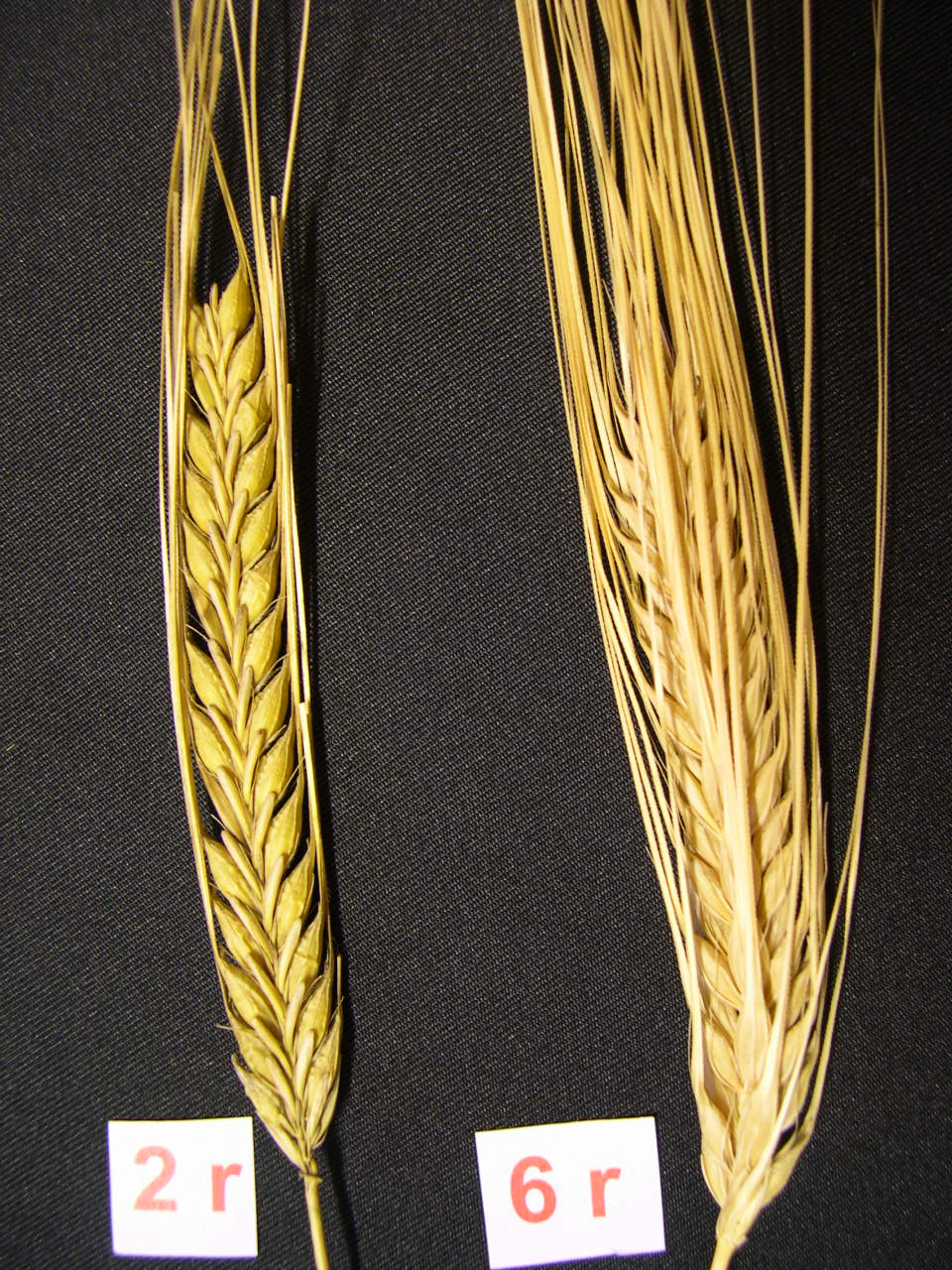
二棱型與六棱型大麥
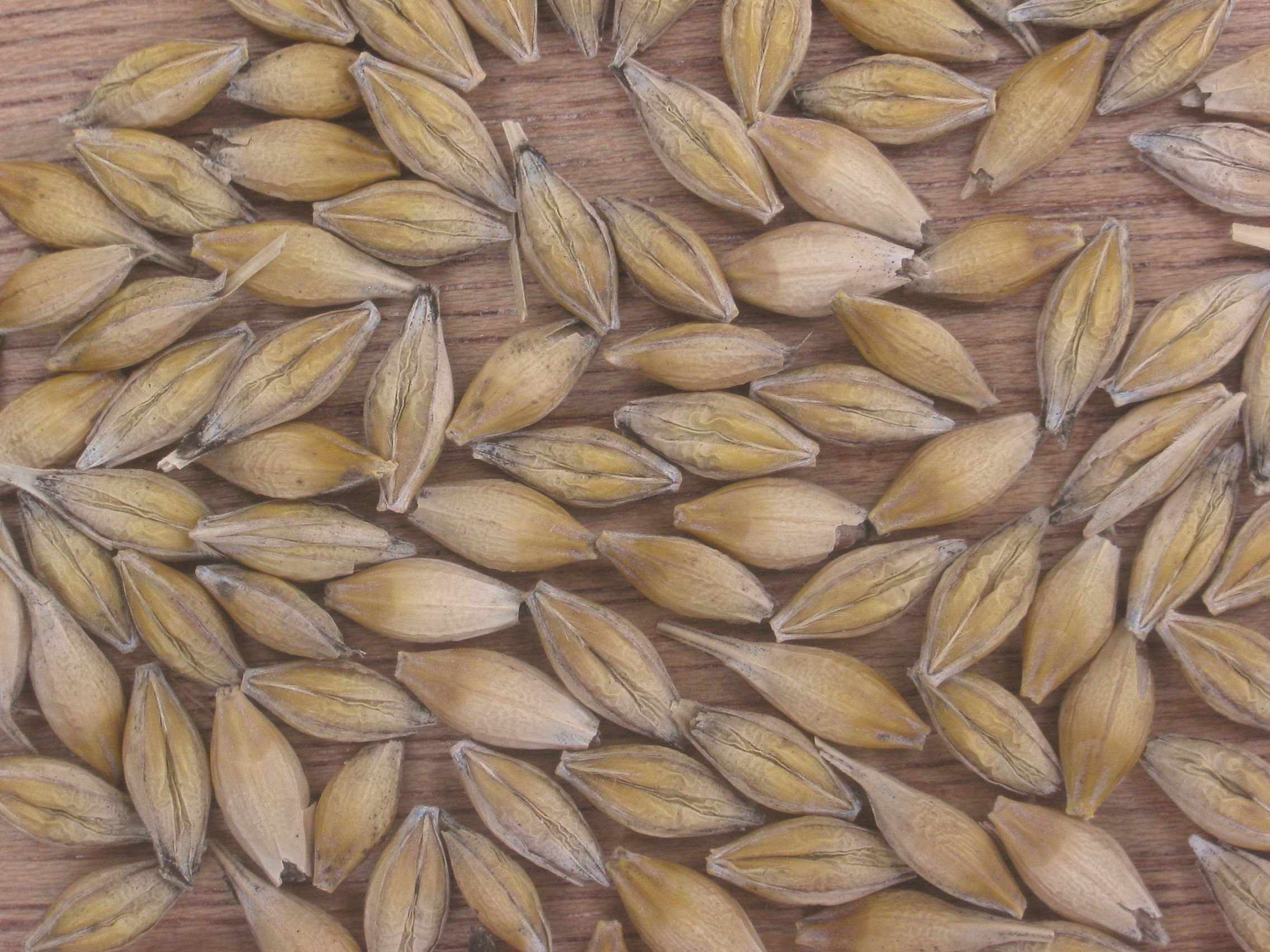
種子

## 历史
大麦起源于如今仍旧可以在中东发现的野生大麦（Hordeum vulgare subsp. spontaneum）。两种大麦都是双倍染色体（2n=14个染色体）。所有不同种类的大麦拥有大量的杂交品种，如今它们都被看作是一个种类。大麦和其野生品种的主要区别是后者由于自花授粉而产生的易碎叶轴。
最早的大麦发现于地中海东部黎凡特的旧石器时代遗址。最早的驯化大麦出现于新石器时代的叙利亚地区。大麦的驯化似乎是与小麦同时的。
大麥的變種青稞，自5世纪成为藏菜主食，以其磨粉制成的糌粑现今仍是藏族主食。
在欧洲中世纪，佃农食用大麦和黑麦所制成的面包，而小麦由上层阶级消费。直到19世纪，马铃薯很大程度取代了大麦在东欧的地位。
大麦的适应性很强，如今是温带和热带地区的主要作物之一。中国南北各地栽培。大麦的生长环境很广，而且具有春，冬生长习性。

## 类型
大麦依其播种季节可分为秋大麦和春大麦两种。两种杂交后产生一种四棱大麦（bigg）可以提供相同的营养，但品質較差。春大麦的耕种与燕麦相似，秋大麦则与小麦相似。最佳的春大麦播种季节为三月或四月。
若依其穗的形态可分为二棱（two-row，Hordeum distichum）、四棱（four-row，Hordeum tetrastichum L.）、六棱（six-row，Hordeum vulgare var. hexastichum Körn）大麦；二棱大麦是最老的品种，野生大麦都是二棱的。二棱含淀粉较多，酿酒品质最佳；六棱含有较多的蛋白质和酶，作食品或饲料。六棱虽然含较多的淀粉酶，但会有多酚含量高而生涩味、蛋白沉淀等问题。
此外，还可分为有壳（内外稃紧密黏合而不能脱粒）与无壳（无稃裸粒，籽实与内外稃易分离），有壳大麦又称皮大麦，无壳大麦又称裸大麦；有壳大麦是老品种。
青稞则是生长在青藏高原上的多棱大麦裸粒变种，为一年生三秆直立，光滑，高约100厘米，径4-6毫米，具4-5节。叶鞘光滑，大都短于或基部者长于节间，两侧具两叶耳，互相抱茎；叶舌膜质，长1-2毫米；叶片长9-20厘米，宽8-15毫米，微粗糙。穗状花序成熟后黄褐色或为紫褐色，长4-8厘米（芒除外），宽1.8-2厘米；小穗长约1厘米；颖线状披针形，被短毛，先端渐尖呈芒状，长达1厘米；外稃先端延伸为长10-15厘米的芒，两侧具细刺毛。颖果成熟时易于脱出俘体。中国西北、西南各省常栽培。适宜高原清凉气候。

## 產量
| 2017年的大麦產量                                    | 2017年的大麦產量 |
| 國家                                                | （百萬公噸）     |
| --------------------------------------------------- | ---------------- |
| 俄羅斯                                              | 20.6             |
|                                                     | 13.5             |
| 德国                                                | 10.9             |
| 法國                                                | 10.5             |
| 乌克兰                                              | 8.3              |
| 加拿大                                              | 7.9              |
| 英国                                                | 7.2              |
| 土耳其                                              | 7.1              |
| 阿根廷                                              | 7.0              |
| 全世界                                              | 149.3            |
| 來源：FAOSTAT，联合国糧食及農業組織統計部門，2016年 |                  |

全世界2017年的大麦產量是1.49億噸，最多的是俄罗斯，產量佔全世界的14%，而澳大利亚、德国、法国及乌克兰都是主要生產國。

## 用途
中国明朝药学家李时珍，在其《本草纲目》中记载大麦的性味为：“鹹，温、微寒，无毒。为五谷长，令人多热。”主治“消渴除热，益气调中。补虚劣，壮血脉，益颜色，实五脏，化谷食，止泄，不动风气。久食，令人肥白，滑肌肤。”
大麦是人和其他一些动物的主食之一。由於它對盐碱化土壤的适应性比小麦强，可以解释公元前2000年以前美索不达米亚地区大麦种植的增长。大麦芽又是酿造啤酒和威士忌的关键原料。大麥麥粒被萌發而成为麥芽，其糖化後產生原料麥汁。大麥經發芽而成的大麥芽在啤酒釀造中是酵母代謝時所需糖分的主要來源，其最終產物酒精和二氧化碳更賦予啤酒特殊的泡沫和清涼感，於口感上還帶有麥芽的風味。

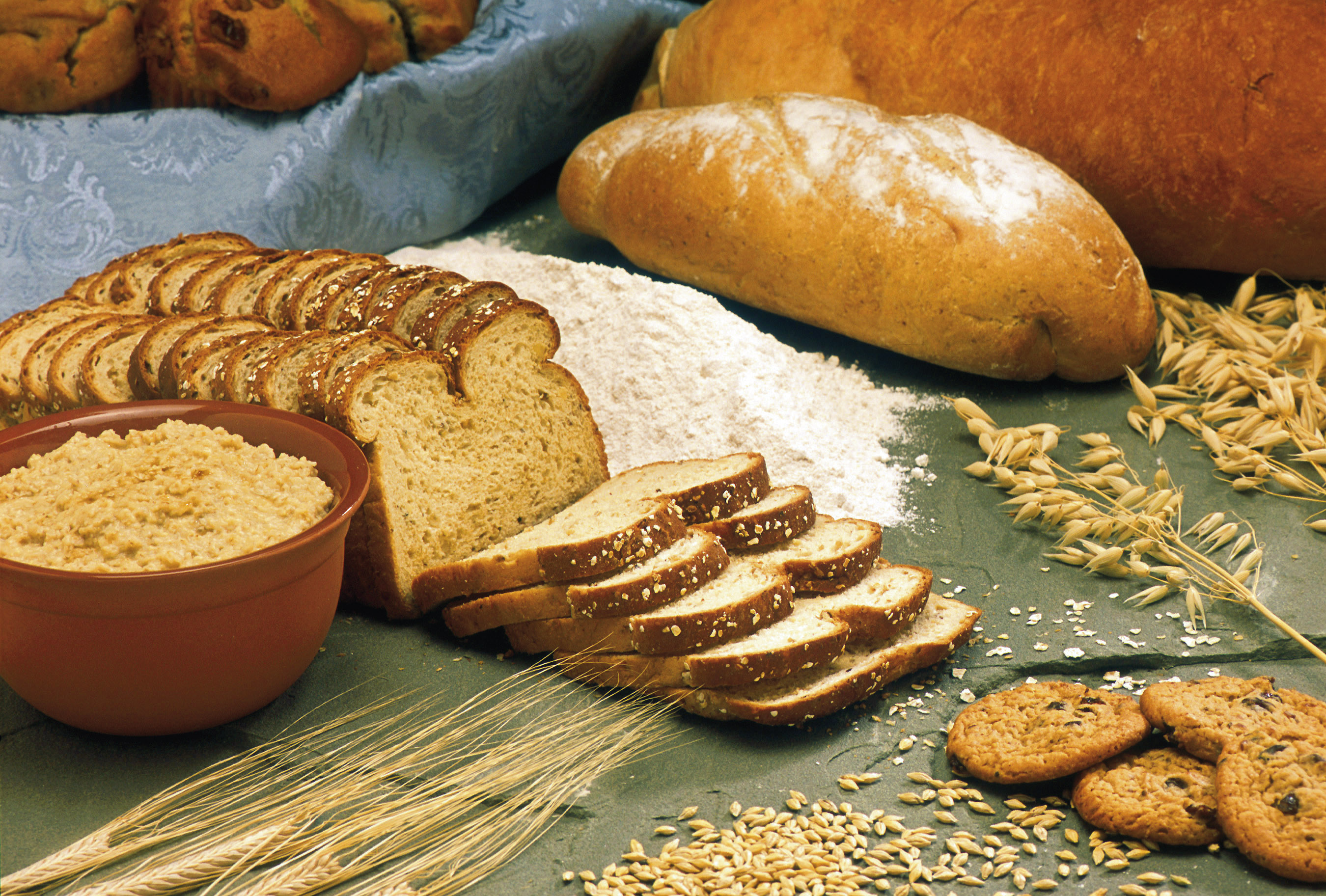
大麦和燕麦制成的食品
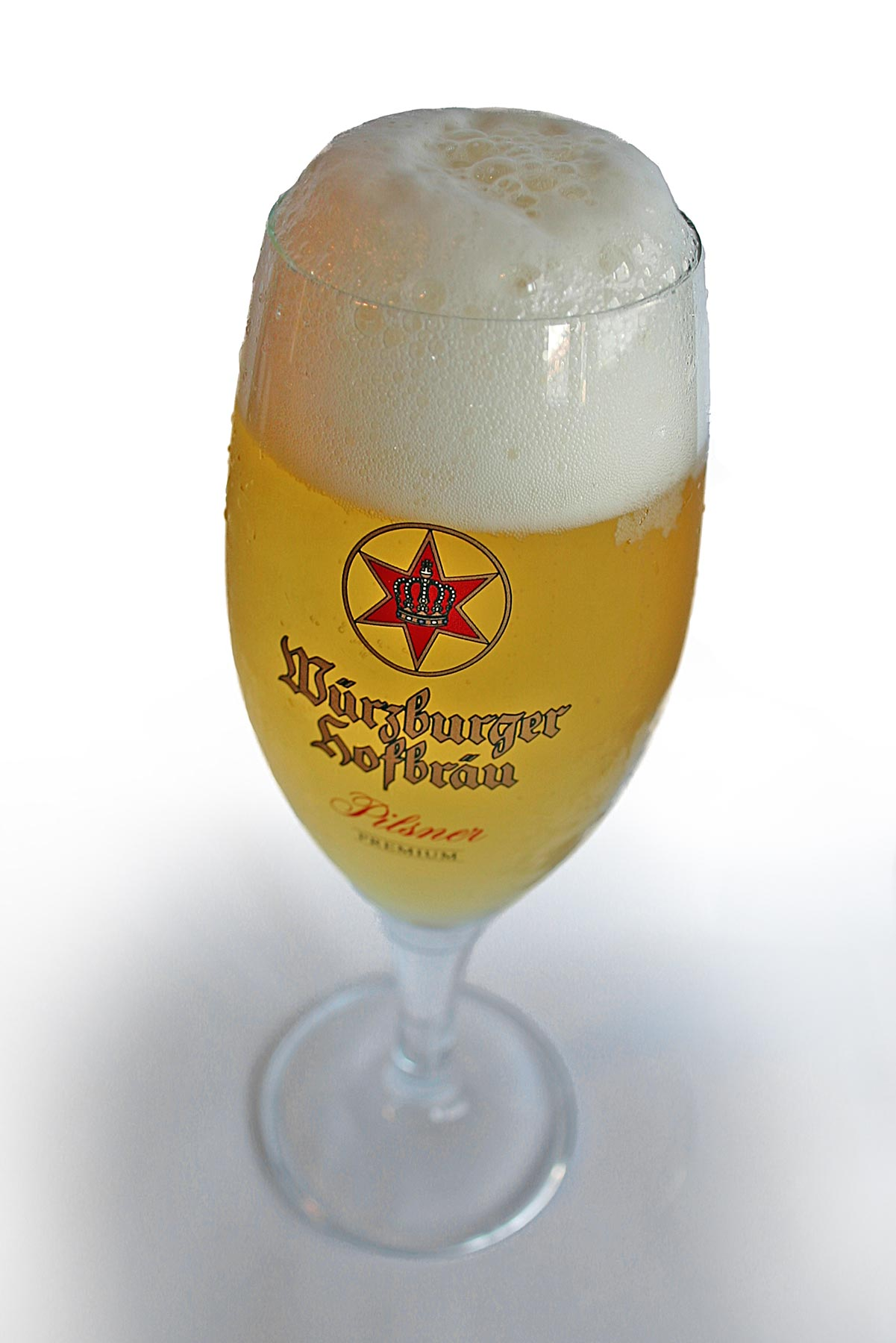
啤酒

## 食物

### 營養成份
100克生的大麦有352卡路里，是必需營養素的豐富來源（含量超過参考每日摄入量 DV的20%），含有的營養素有蛋白质、膳食纖維、维生素B、烟酸（31% DV）及维生素B6（20% DV）及多種礦物質（如表中所列）。其中營養價值最高的有锰（63% DV）及磷（32% DV）。生的大麦中有78%的糖类、1%的脂肪、10%蛋白质，以及10%的水。

### 處理
帶麥殼的大麥（Hulled barley）會在除去外層不可食用的纖維質麥殼後食用，去殼後的稱為脫皮大麥（dehulled barley）或蘇格蘭大麥（scotch barley）。脫皮大麥算是全殼穀物，因為仍保留其麩皮及胚芽，是營養及受歡迎的均衡飲食。大麥米是經過蒸汽處理，去除麩皮的大麥。脫皮大麥或大麥米都可以再加工做為許多不同的大麥食品，包括大麥麵粉、類似燕麥片的大麥片，以及葛子。
大麥粉（Barley meal）是全麥的大麥麵粉，比小麥麵粉要輕，但顏色較深，會用在蘇格蘭的餬及稀粥裡。大麥粉稀粥（Barley meal gruel）在阿拉伯世界稱為sawiq。大麥在中東有長久的種植歷史，是傳統阿拉伯、亞述、以色列、庫德飲食的一部份，伊朗饮食中的Keşkek、kashk及murri中也有大麥。大麥仁湯（Barley soup）是沙特阿拉伯在齋戒月的傳統飲食。Cholent是犹太的傳統燉菜，多半在安息日食用，而米兹拉希犹太人及阿什肯納茲猶太人有許多不同的食譜，而在希伯來聖經中也多次提到大麥。東歐及中歐也將大麥用在湯及燉菜中，例如ričet。大麥是非洲的傳統作物，可以改善營養、提昇糧食自給的安全性、促進鄉村發展，並且支持可持續的土地保護。
在蘇格蘭高地及海島上的奥克尼、设德兰、凱瑟尼斯及外赫布里底群岛有種植六棱的畢爾大麥。加工成畢爾大麥粉（beremeal）後會用來製作麵包、饼干及傳統的班諾克麵包。

### 健康上的影響
依照加拿大衛生部及美国食品药品监督管理局的資料，每天食用至少3克的大麥Β-葡聚糖或是0.75克的膳食纖維可以降低血脂（血脂是心血管疾病的危險因子之一）。
食用非精製的大麥，就像食用其他有大量纖維的非精製穀物一樣，可以促進血糖控制（降低進食後的血糖反應）。若食用含有大麥的穀物片數週到數月，對於降低膽固醇及血糖控制都有幫助。
大麥和小麦、裸麥一樣含有麸质，因此若患有麩質相關疾病（例如乳糜泻、非乳糜瀉的麩質敏感及小麥過敏等疾病）的人不適合食用。不過有些小麥過敏的患者對裸麥或大麥不會過敏。

## 飲料

### 酒類飲料

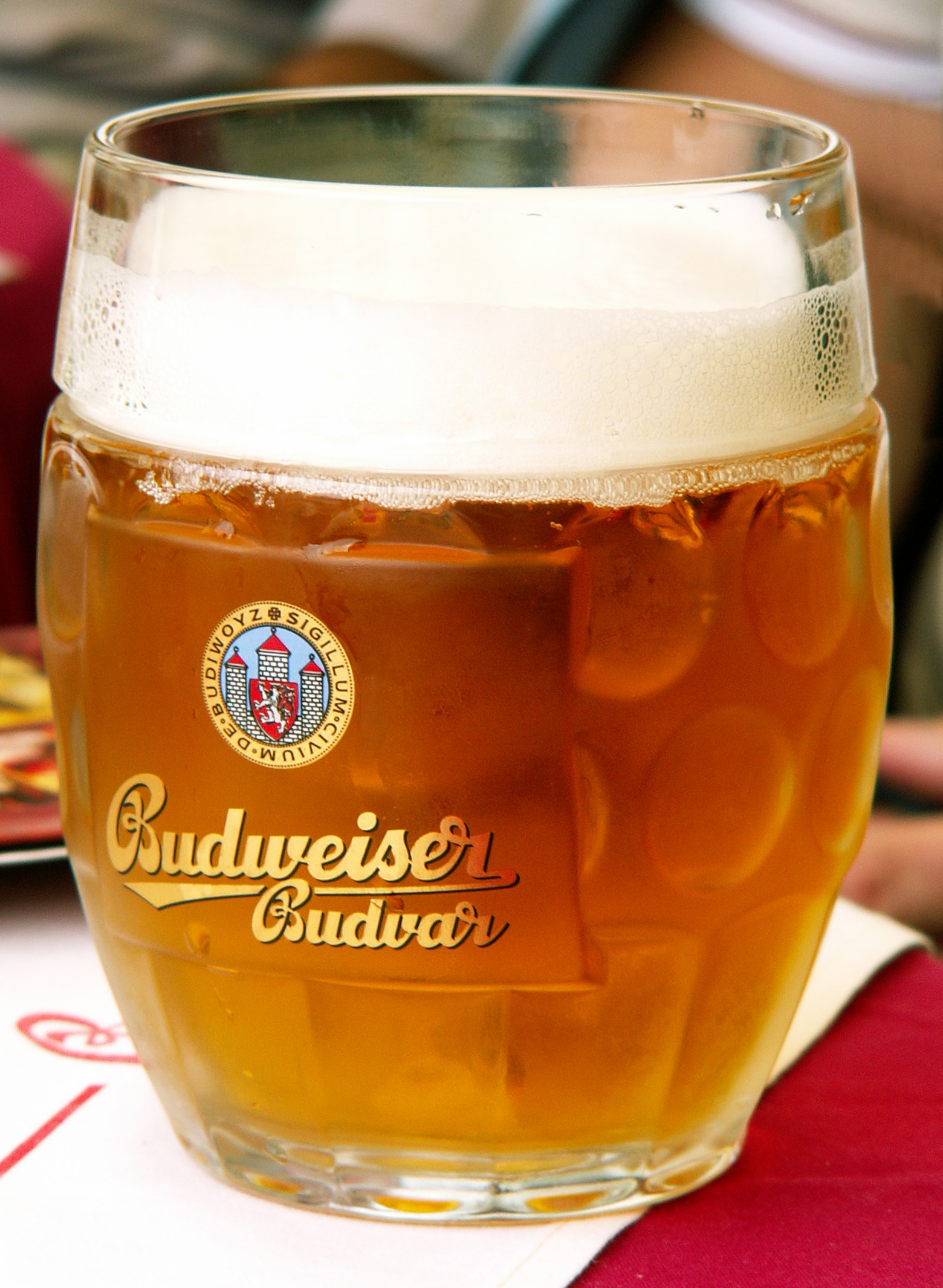
十五世紀神圣罗马帝国的啤酒純釀法中規定，啤酒中只能使用大麦（圖中的是捷克的布德瓦啤酒）

大麦是製造啤酒及威士忌的主要原料，德國及英國啤酒傳統上會使用二稜大麦（每節大麥穗軸具有兩個發育完全穀粒），而以往美國啤酒使用六稜大麦（每節大麥穗軸具有六個發育完全穀粒），不過現在都會使用。愛爾蘭及蘇格蘭的威士忌主要是用大麦釀造的綠啤酒蒸餾而成，而其他國家的威士忌會使用其他穀類，例如美國會用玉米、黑麦及小麦。在美國，若是威士忌中的特定穀類超過51%，而且滿足其他條件，就可以在威士忌的標籖上標示該種類的穀類。美國約有25%的大麦是用作麦芽，而大麦是最適合的穀類。
大麦酒是英國傳統作法，風味較強的啤酒。另一種酒類也有相同的名稱，出現在18世紀，是將大麦在水中煮沸，再將大麦水和白葡萄酒及其他原料（例如琉璃苣、檸檬及糖）混合而成。19世紀時，有另外一種古希臘配方的大麦酒。

### 非酒類飲料
大麦也可以製作非酒類飲料，例如大麥汁、麥茶都是用大麦在水中煮沸而得。
在義大利有時也會用大麦代替咖啡，即為caffè d'orzo（大麦咖啡）。此種飲料是由磨碎、烤過的大麦中製成的，可以製成意式濃縮咖啡（可以用過濾式咖啡壺，濾煮式咖啡機或義式咖啡機製備）。在義大利法西斯時期以及第二次世界大戰時，義大利曾因為禁運無法進口咖啡，當時許多人就用大麦咖啡來代替。在戰後，大麦咖啡變成一種給兒童的咖啡代替品。現今大麦咖啡再度開始普及，尤其是因為一些健康原因無法飲用咖啡時，會用大麦咖啡來代替咖啡。
黑麥汁是用烘培过的大麦芽冲煮而成的飲料，含有二氧化碳，口感類似啤酒，但不含酒精。

## 延伸阅读
[在维基数据编辑]
 《植物名實圖考·大麥》，出自吳其濬《植物名實圖考》